# محوطه موزی لاپه
محوطه موزی لاپه مربوط به دوره ساسانیان - دوران‌های تاریخی پس از اسلام است و در شهرستان کردکوی، روستای سرکلاته واقع شده و این اثر در تاریخ ۲۳ بهمن ۱۳۸۰ با شمارهٔ ثبت ۴۷۵۷ به‌عنوان یکی از آثار ملی ایران به ثبت رسیده است.